# Jaume Ferrer Ribas
Jaume Ferrer Ribas (1969) es el primer presidente del Consejo Insular de Formentera cargo que lleva desempeñando desde el 2007 tras ganar las elecciones con el partido local Gente por Formentera (GxF).
Su profesión es agente de seguros. En el 2003 comienza su andanzas políticas tras ser nombrado regidor del desaparecido Ayuntamiento de Formentera con la Coalició d'Organitzacions Progressistes de Formentera (COP). Más adelante se creó el partido Gente por Formentera (GxF). Y Jaume Ferrer Ribas se presentó a las elecciones del 2007 con (GxF) siendo esta formación la más votada. 
Gente por Formentera llegaron a un acuerdo con el PSIB-PSOE para formar gobierno del recién creado Consejo Insular de Formentera. Jaume Ferrer Ribas fue elegido primer presidente del Consejo Insular de Formentera.
| Predecesor: Presidente del Consejo Insular de Ibiza y Formentera Pere Palau Torres | Presidente del Consejo Insular de Formentera 9 de julio de 2007                                       | Sucesor: Alejandra Ferrer Kirschbaum |
| Predecesor: Isidor Torres Cardona                                                  | Alcalde de Formentera 9 de julio de 2007                                                              | Sucesor: Alejandra Ferrer Kirschbaum |
| Predecesor: Pep Mayans                                                             | Diputado por Formentera en el Parlamento de las Islas Baleares 7 de junio de 2011-19 de junio de 2012 | Sucesor: Margalida Font Aguiló       |

- Datos: Q11684565

Fuente:Perfil en la Página Web Oficial del Consejo Insular de Formentera 